# Chlorogomphus mortoni
Chlorogomphus mortoni – gatunek ważki z rodziny Chlorogomphidae.